# Саша Чаджо
Саша Чаджо (серб. Саша Чађо, нар. 13 липня 1989) — сербська баскетболістка, бронзова призерка Олімпійських ігор 2016 року.

## Виступи на Олімпіадах
| Олімпіада           | Дисципліна | Місце |
| ------------------- | ---------- | ----- |
| Ріо-де-Жанейро 2016 | баскетбол  | 3     |